# کتابخانه عمومی لندن
کتابخانه عمومی لندن (LPL) یک کتابخانه عمومی در لندن، انتاریو، خیابان کانادا است. همه ۱۶ شعبه این کتابخانه در سطح شهر خدمات و برنامه‌هایی را برای بزرگسالان، نوجوانان و کودکان ساکن این شهر و شهرستان‌های اطراف آکسفورد، میدلسکس و الگین ارائه می‌دهند. فعالیت این شعبه‌ها شامل نمایشگاه‌های هنری، کتابخوانی، نویسندگی، برنامه کتابخوانی تابستانی و فعالیت‌های سالم می‌باشد. از ۲۶ نوامبر ۲۰۲۰، کتابخانه عمومی لندن جریمه‌ای برای مطالب عقب افتاده دریافت نمی‌کند.

## تاریخچه

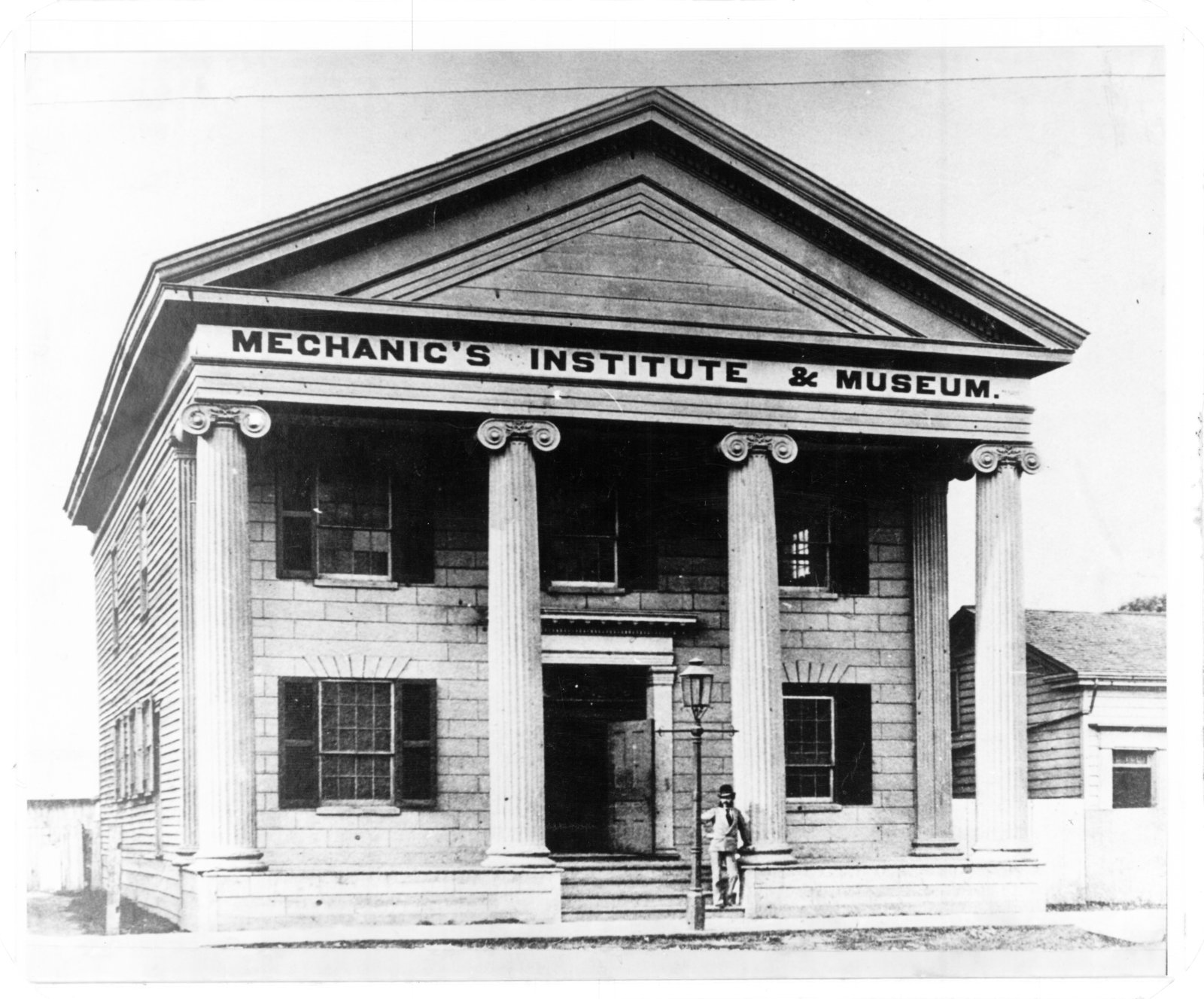
مؤسسه مکانیک در لندن، انتاریو c. 1860-1877

مؤسسه مکانیک لندن مجموعه‌ای از مؤسسات مکانیک بود که پس از محبوبیت در بریتانیا در سراسر جهان راه‌اندازی شد. این کتابخانه دارای یک کتابخانه اشتراکی بود که به اعضایی که هزینه‌ای پرداخت می‌کردند اجازه می‌داد کتابها را امانت بگیرند. کتابخانه‌های مؤسسه مکانیک در نهایت با ایجاد کتابخانه‌های رایگان به کتابخانه‌های عمومی تبدیل شدند.

## شاخه‌ها

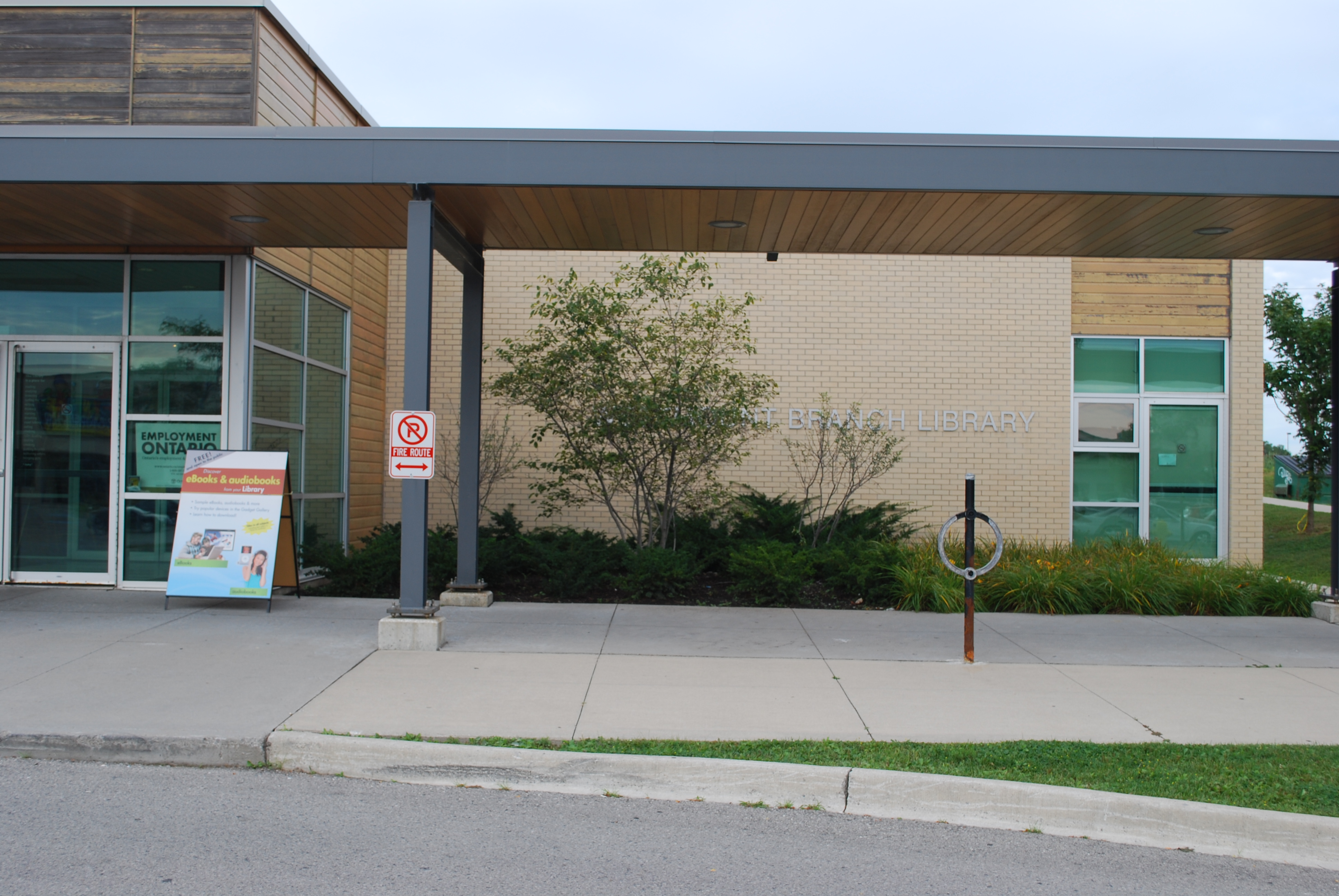
شعبه وست مونت کتابخانه عمومی لندن

کتابخانه عمومی لندن ۱۶ شعبه دارد. شعبه‌ها عبارتند از:
- بیکوک - خیابان هورون ۱۲۸۰
- بوستویک[۷] - خیابان ساوتدیل غربی ۵۰۱
- بایرون -خیابان کمیسیونرز غربی
- کارسون - خیابان کبک ۴۶۵
- مرکزی - خیابان دونداس ۲۵۱
- چری هیل- خیابان آکسفورد غربی ۳۰۱.
- کراچ - خیابان همیلتون ۵۵۰
- شرق لندن - خیابان دونداس ۲۰۱۶
- گلانورث - خیابان گلانورث - ۲۹۵۰
- جلنا - بلوار جلنا ۱۱۱۹
- لمبث - خیابان بیتی ۷۱۱۲.
- لندن - خیابان ورتلی ۱۶۷
- میسونویل - خیابان مرکز شمالی ۳۰.
- پوند میلز - خیابان کمیسیونرز شرقی ۱۱۶۶
- شروود - خیابان واندرلند شمالی.
- استونی کریک - خیابان سانینگدال شرقی.